# Karl Prüßner
Karl Prüßner (* 18. August 1913 in Herford; † 12. September 2006) war ein deutscher Politiker und Landtagsabgeordneter (SPD).

## Leben und Beruf
Nach dem Besuch der Volksschule absolvierte er eine Tischlerlehre. Anschließend besuchte er die Kunstgewerbeschule. Nach Tätigkeiten als Tischler war Prüßner dann als Telefonist im öffentlichen Dienst beschäftigt.
Der SPD gehörte Prüßner seit dem Jahr 1931 an. Er war in verschiedenen Parteigremien tätig, so z. B. als Ortsvereinsvorsitzender in Herford und als Mitglied des Landesausschusses der SPD. Außerdem war er Vorsitzender des Kreisvorstandes der Gewerkschaft ÖTV.

## Abgeordneter
Vom 21. Juli 1962 bis zum 25. Juli 1970 war Prüßner Mitglied des Landtags des Landes Nordrhein-Westfalen. Er wurde jeweils im Wahlkreis 141 Herford-Stadt u. Herford-Land-Süd bzw. 144 Herford-Stadt – Herford-Land I direkt gewählt. Zeitweise war er Mitglied des Stadtrates der Stadt Herford.

## Ehrungen
Prüßner wurde am 16. März 1990 mit dem Verdienstorden des Landes Nordrhein-Westfalen und im Jahr 1979 mit dem Großen Bundesverdienstkreuz ausgezeichnet.

## Würdigungen
In Herford wurde die Karl-Prüßner-Straße nach ihm benannt. Außerdem war Prüßner Ehrenbürger seiner Heimatstadt.